# Epidendrum brachybotrys
Epidendrum brachybotrys är en orkidéart som beskrevs av James David Ackerman och Montalvo. Epidendrum brachybotrys ingår i släktet Epidendrum och familjen orkidéer.
Artens utbredningsområde är Panamá. Inga underarter finns listade i Catalogue of Life.